# Липа Максимовича
Ли́па Максимо́вича. Обхват 3,25 м, висота 25 м, вік 200 років. Росте в с. Богуславець при в'їзді до Збарського хутора Золотоніського району Черкаської області.
Отримала статус ботанічної пам'ятки природи рішенням Черкаської обласної ради від 23.12.1998 р. № 5-3. Керуючі організації — Вознесенська сільська громада. Названо на честь видатного українського філолога, історика, видавця  М. О. Максимовича, дитинство якого пройшло в цих місцях.